# 哈吉·阿利耶夫
哈吉·阿利耶夫（1991年4月21日—）生于纳希切万自治共和国，是一名阿塞拜疆男子自由式摔跤运动员。他的父亲同样从事摔跤运动，他也在七岁时开始练习摔跤。阿利耶夫曾在2016年里约奥运获得男子57公斤级铜牌，之后他获选为该届奥运阿塞拜疆代表团闭幕式旗手。